# 悬谷
懸谷是一種冰河地形。由於冰河主流的侵蝕力大於冰河支流的侵蝕力，兩者因而形成高度差，冰河支流消退後便形成懸谷。懸谷尾端多伴隨著懸谷瀑布。